# Burgruine Leonstein
Die Burgruine Leonstein im Nordwesten des Kurortes Pörtschach am Wörthersee, einer Gemeinde im Bezirk Klagenfurt-Land in Kärnten, dokumentiert die Überbleibsel einer mittelalterlichen Burganlage.

## Anlage
Die Hauptburg der Höhenburg präsentiert sich mit unregelmäßig verlaufendem, teilweise noch aus dem 12. Jahrhundert stammenden Bering um zwei Höfe gruppiert, auf länglichem Felsplateau nordwestlich von Pörtschach. Der Zugang erfolgt von Norden, entlang der nördlichen Ringmauer. An der Südseite der Anlage ragt ein länglicher Felskopf mit viergeschoßigem, spätromanischem Bergfried samt Wohnbau, der älteste Teil der Anlage, empor. Im Ost-Hof, entlang der nördlichen Ringmauer erkennt man eine in Resten erhaltene, spätgotische Verbauung aus dem 14./15. Jahrhundert. Im Westhof in der Südost-Ecke gewahrt man Reste der ehemaligen Kapelle aus dem 15. Jahrhundert, an der Westseite stehen noch Reste eines spätromanischen Ministerialienturmes, die Ost-Hälfte ist in den Bering eingebunden.
Im Norden der Hauptburg vorgelagert öffnet sich ein weiträumiger, spätmittelalterlich-frühneuzeitlicher Wirtschaftshof. Die ehemalige Seeburg ortet man südlich zu Füßen der Burg. Urkundlich erwähnt wurde sie bereits 1202, heute sind lediglich kärgliche Mauerreste erhalten.

## Geschichte
Urkundlich erwähnt wird die Burg bereits 1166, damals im Besitz der Leonsteiner, danach Erolzheim und Peuscher. Im Jahre 1431 wurde die Burg an Thomas und Ludwig von Rothenstein verkauft und ging damit für kurze Zeit in den Besitz des schwäbischen Adelsgeschlechtes derer von Rothenstein über. Auf dieser Burg ist Ludwig von Rothenstein 1482 verstorben und wurde in seinen Heimatort Grönenbach überführt. Schon im 17. Jahrhundert war die Burg zur Ruine verfallen, wie eine Darstellung von Valvasor aus dem Jahr 1680 zeigt.

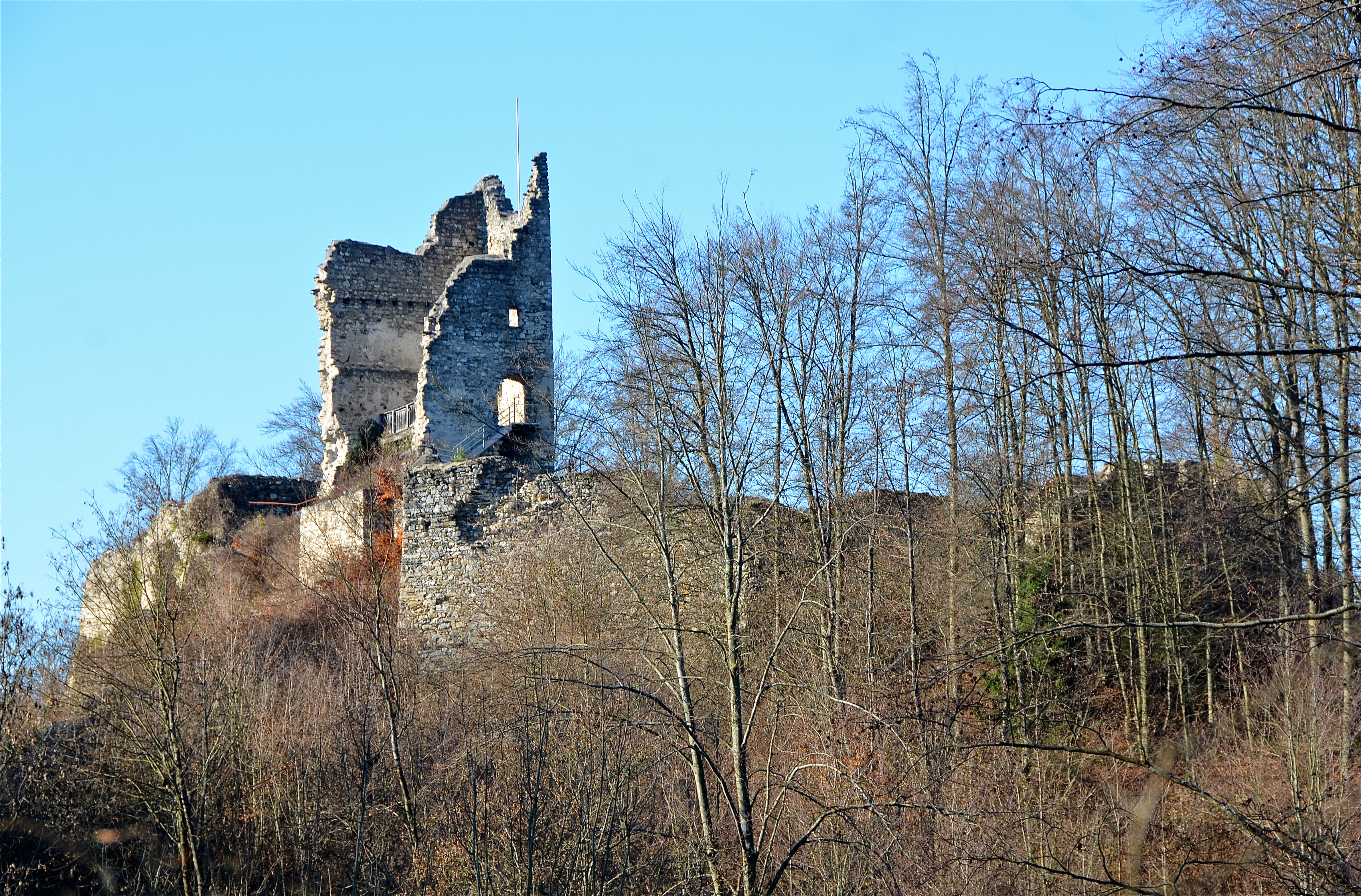
Südost-Ansicht
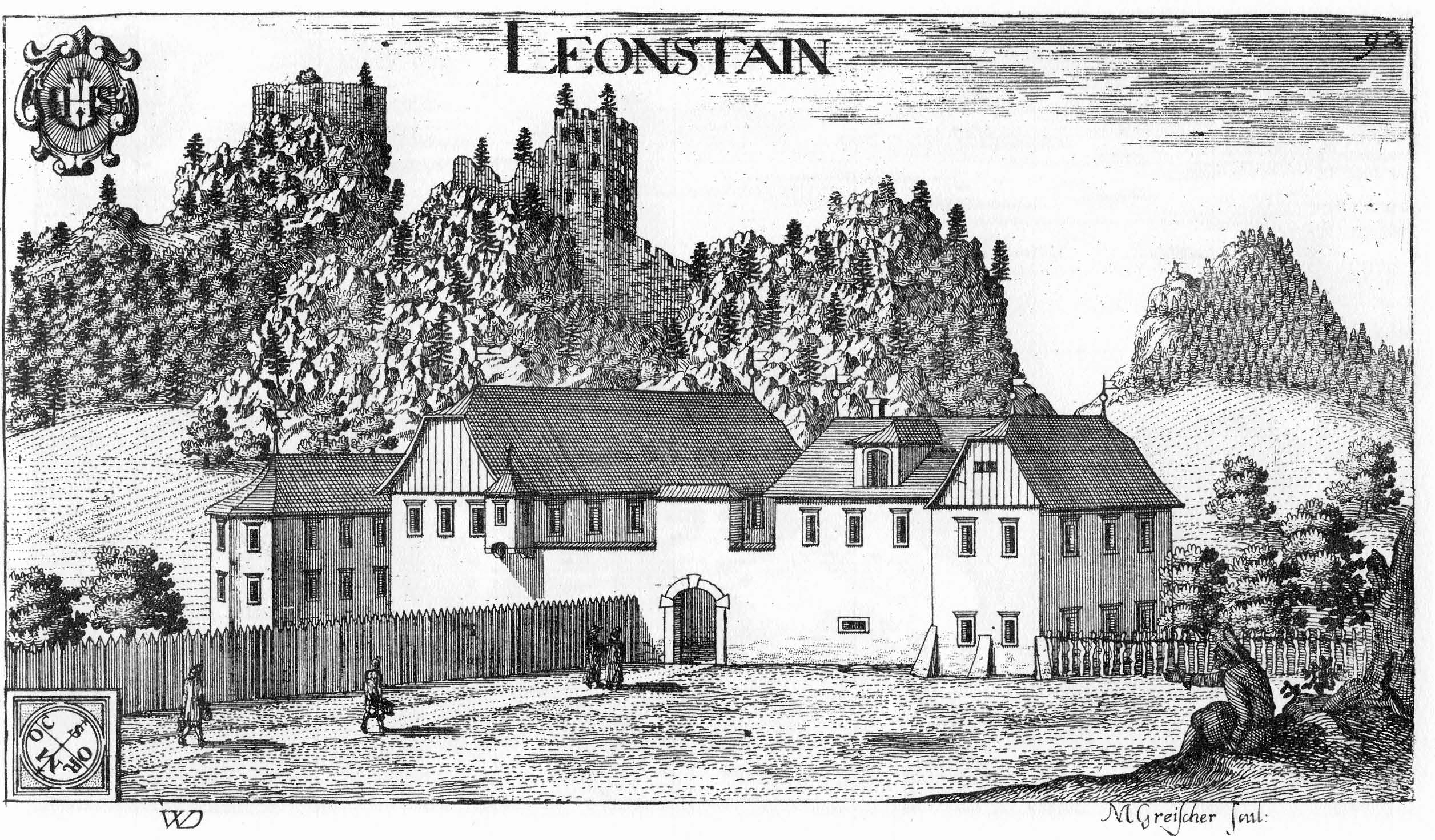
Ruinen und Schloss Leonstein um 1680
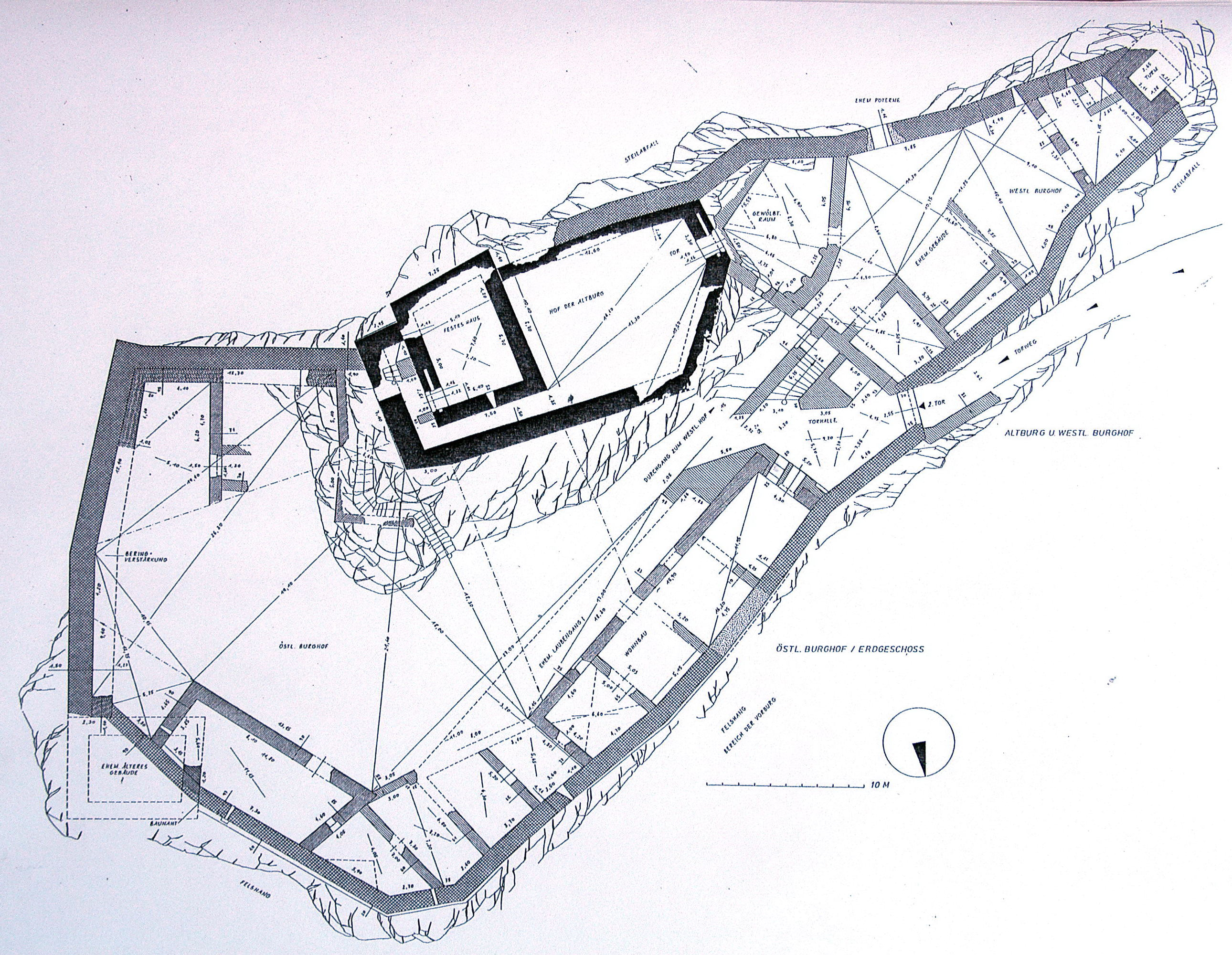
Grundriss der Burgruine Leonstein

## Namensunterscheidung
Als um 1550 an der Straße das „Stöckl“ (Schloss) Leonstain errichtet wurde, gab es keine Nachfahren der Leonsteiner mehr. Valvasor beschreibt um 1688 das Schloss unter dem Namen Leonstain. Es wird daher davon ausgegangen, das hier lediglich der Name der ehemaligen Besitzung der Leonsteiner in der sich zu Beginn des 17. Jahrhunderts gebräuchlichen Ausdrucksweise übernommen wurde.